# Leveraged buy-in
Pour les articles homonymes, voir Leverage (homonymie).
Le leveraged buy-in, abrégé en LBI, est une opération par laquelle des dirigeants externes à une entreprise décident de la racheter avec un capital minimal et un effet de levier très élevé grâce à la dette. Cette opération se distingue du leveraged buy-out qui fait appel à des cadres de l'entreprise.